# Herlyz Ruiz
Herlyz Alejandra Ruiz Aguilar (9 de septiembre de 1994, Guatire, Venezuela). Es una  modelo y reina de belleza venezolana representante del estado Falcón en el Miss Venezuela 2015. Igualmente, ostentó los títulos de Best Model Venezuela 2009 y Señorita Odontología 2014.

## Biografía y carrera
Herlyz es una joven modelo oriunda de la ciudad de Guatire en el estado venezolano de Miranda que incursionó en el mundo del modelaje y las pasarelas desde que tenía 13 años. A los 14 años gana el título de Super Model Venezuela 2009 y obtiene el derecho de representar su país internacionalmente. Así mismo, Herlyz ha trabajado para agencias de modelaje en Francia. Ruiz actualmente es estudiante del quinto año de Odontología en Caracas en la Universidad Central de Venezuela.

## Trayectoria como modelo

### Best Model of The World 2008
En el año 2008 con tan solo 14 años de edad, Herlyz obtiene la banda de Margarita Island en el concurso Gran Modelo Venezuela y esto le dio la oportunidad de representar a la Isla de Margarita en el internacional certamen Best Model of Ehe World en  Turquía. El concurso se llevó a cabo el 6 de diciembre en Estambul, capital turca, Herlyz compitió con alrededor de 50 participantes de categoría femenina y masculina y al final de la velada se adjudicó como segunda finalista de aquel certamen internacional. El certamen fue ganado por Chrstie Juillet de la República Centroafricana y Maxime Couturier de Francia

### Señorita Odontología 2014
Herlyz participó en la edición 2014 del certamen Señorita Odontología el cual se llevó a cabo el 26 de septiembre en el Aula Magna de la Universidad Central de Venezuela. Ruiz representó al estado Yaracuy compitiendo con otras 14 candidatas de diversos estados y regiones del país, y al final de la noche resultó ganadora de la primera edición del concurso.

### Miss Venezuela 2015
Luego de obtener el título de Señorita Odontología en 2014, Herlyz intenta ingresar a las filas del Miss Venezuela, en esta ocasión mediante el acostumbrado casting realizado en la Quinta Miss Venezuela en Caracas. Tras no quedar seleccionada en el año 2014, Ruiz intenta nuevamente ingresar al concurso en 2015 y quedó inicialmente preseleccionada en un grupo de alrededor de 200 aspirantes, y posteriormente en el primer episodio del reality La Magia de ser Miss quedó seleccionada entre las 24 candidatas oficiales rumbo al Miss Venezuela 2015. Ruiz es nombrada como la representante del estado Falcón